# تخت زال (شلال ودشتغل)
تخت زال (بالفارسية: تخت زال) هي منطقة سكنية تقع في إيران في قسم شلال ودشتغل الريفي.